# Grzegorz Grotowski
Grzegorz Grotowski herbu Rawicz – poseł województwa rawskiego na Sejm Czteroletni w 1790 roku, członek Zgromadzenia Przyjaciół Konstytucji Rządowej, sędzia apelacyjny w Warszawie w 1807 roku.